# Hilarigona anomalicauda
Hilarigona anomalicauda är en tvåvingeart som beskrevs av Collin 1933. Hilarigona anomalicauda ingår i släktet Hilarigona och familjen dansflugor. Inga underarter finns listade i Catalogue of Life.